# 白鸟樱
白鸟樱（1983年3月20日—）日本著名女优。出生于东京都。被誉为：“穿和服最好看的女优。”